# Hikari (film)
Hikari  è un film del 2017 diretto da Naomi Kawase.